# ترنتون (میشیگان)
ترنتون، میشیگان (به انگلیسی: Trenton, Michigan) یک شهر در ایالات متحده آمریکا با جمعیت ۱۸٬۸۵۳ نفر است که در میشیگان واقع شده‌است.